# 国際連合安全保障理事会決議10
国連安全保障理事会決議10（こくさいれんごうあんぜんほしょうりじかいけつぎ10、英: United Nations Security Council Resolution 10, UNSCR10）は、1946年11月4日に国際連合安全保障理事会で採択された決議。フランコ体制下のスペインはもはや安全保障理事会の継続的な監視に値しないと判断し、すべての関連文書を総会に引き渡した。
また事務総長に対し、この決定を総会に告知することを要請した。
決議は全会一致で採択された。

## 詳細
以下はその和訳。
安全保障理事会は、
スペインの情勢を、この問題から取り除き、理事会が把握する事項のリスト、およびこの件に関するすべての記録と文書を総会の裁量に委ねることを決議する。
事務総長に対し、この決定を総会に通知するよう要請する。